# Monte Alegre do Sul
Monte Alegre do Sul är en kommun i Brasilien.   Den ligger i delstaten São Paulo, i den sydöstra delen av landet, 800 km söder om huvudstaden Brasília. Antalet invånare är 7 148.
Omgivningarna runt Monte Alegre do Sul är en mosaik av jordbruksmark och naturlig växtlighet. Runt Monte Alegre do Sul är det ganska tätbefolkat, med 65 invånare per kvadratkilometer.